# 劉慧真
劉慧真（1967年—），桃園人，就讀台灣師範大學歷史研究所、東華大學族群關係與文化研究所，客語作家。作品編著《台北客家人文腳蹤》、《吳濁流文學讀本》、《客家文學精選集：小說卷》、《台灣文學導讀》等書；合著電視劇本〈月光〉，入圍2002年金鐘獎「單元劇編劇獎」。
1. ↑  . 臺南市: 國立臺灣文學館. 2009: 54–55. ISBN 9789860215106.